# Letzte Adresse

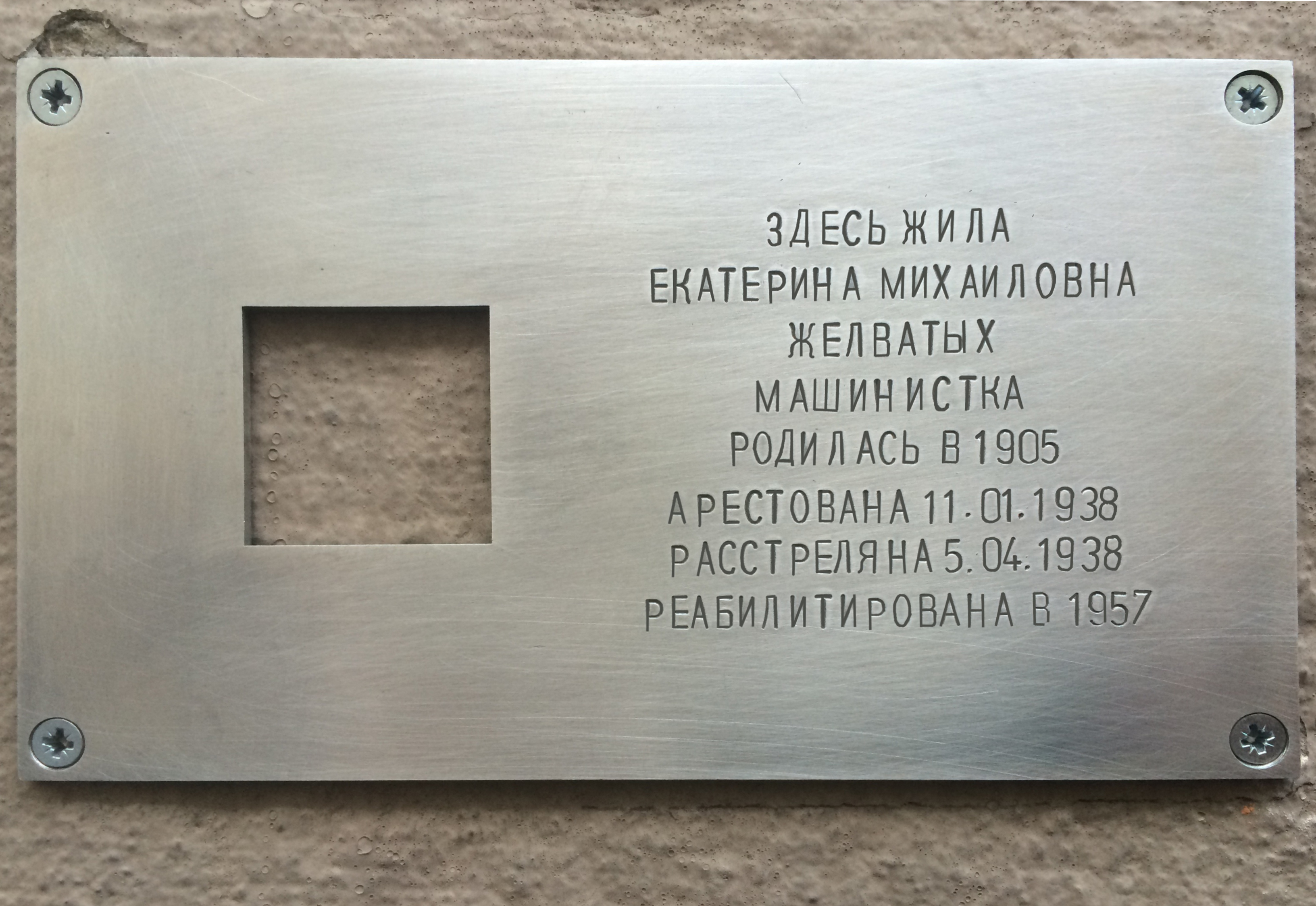
Gedenktafel einer Letzten Adresse in Moskau:
„Hier wohnte
Jekaterina Michailowna
Schelwatych
Schreibkraft
geboren 1905
verhaftet 11.01.1938
hingerichtet 5.04.1938
rehabilitiert 1957“

Letzte Adresse (russisch Последний адрес; Transkription Posledny adres) ist ein durch die Memorial-Stiftung gestartetes Projekt, das in Russland seit 2014 mit dem Anbringen von Gedenktafeln an die Opfer der Stalinschen Säuberungen erinnert. 
Gewürdigt werden laut Stiftung ausschließlich Menschen, die sich selbst keiner Straftat schuldig gemacht haben – weder während der kommunistischen Diktatur der Sowjetunion noch im Nationalsozialismus.
Die Tafeln bestehen aus einer Metallplatte mit Lebensdaten, worin eine quadratische Aussparung einen Leerraum bildet. Die Mahntafeln werden ausschließlich mit der Zustimmung des Hauseigentümers an der Außenfront des letzten bekannten Wohnhauses angebracht.
2018 erhielt das Projekt in Deutschland einen Karl-Wilhelm-Fricke-Preis. Das Projekt hat vom Anliegen des Gedenkens her gewisse Ähnlichkeiten – letzter bekannter Wohnort der Opfer – mit dem Projekt der Stolpersteine.

## Gedenktafeln in Russland

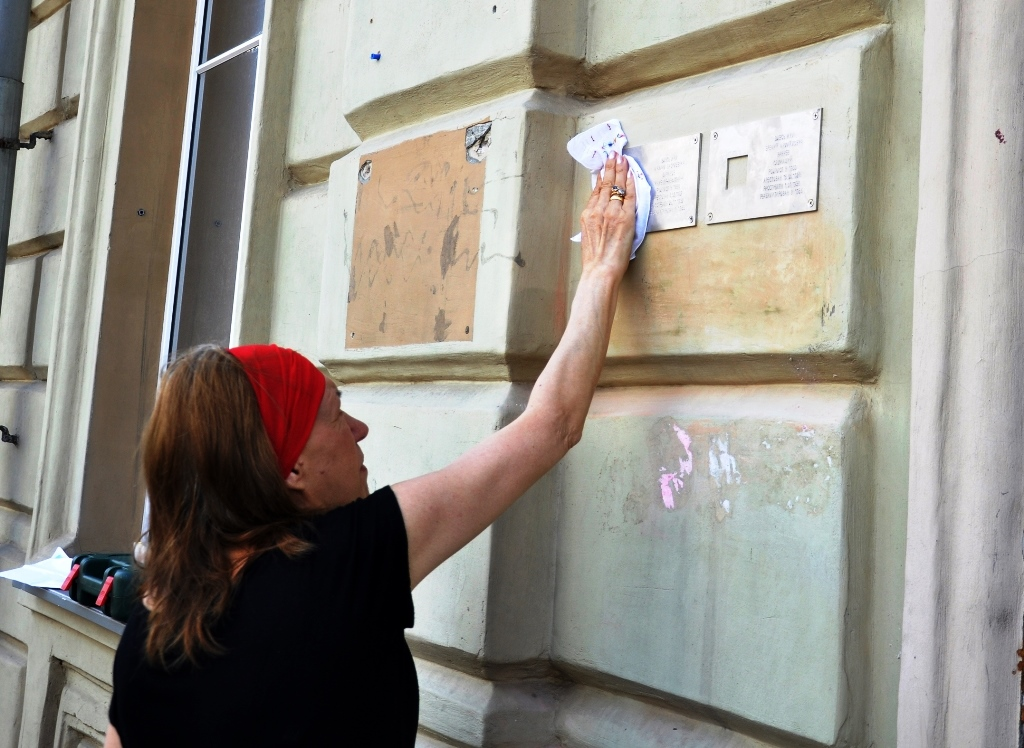
Beispiele Letzter Adressen in Moskau (2016)

Die 1988 gegründete Menschenrechtsorganisation Memorial unterstützt die Bürgeraktion 'Letzte Adresse'. Die ersten Gedenktafeln wurden in Moskau und in Sankt Petersburg installiert. Die tausendste Gedenktafel wurde am 7. Februar 2020 in der Stadt Gorochowez (Russland) installiert. Gedenktafeln gibt es auch unter anderem in Jekaterinburg, Rostow am Don, Perm, Taganrog, Barnaul, Krasnojarsk usw. 
In Perm, Jekaterinburg und am früheren Gebäude des Geheimdienstes KGB in Term wurden im Jahr 2020 Tafeln entfernt. Russische Behörden drangsalieren die Menschenrechtsorganisation Memorial.
In Moskau wurde im Juli 2024 begonnen, solche Gedenktafeln zu entfernen. Die Aktivisten des Projekts geben einige der Gedenkschilder zurück. Darüber hinaus begannen am Projekt nicht beteiligte Personen, anstelle der fehlenden Schilder handgeschriebene Pappschilder anzubringen.

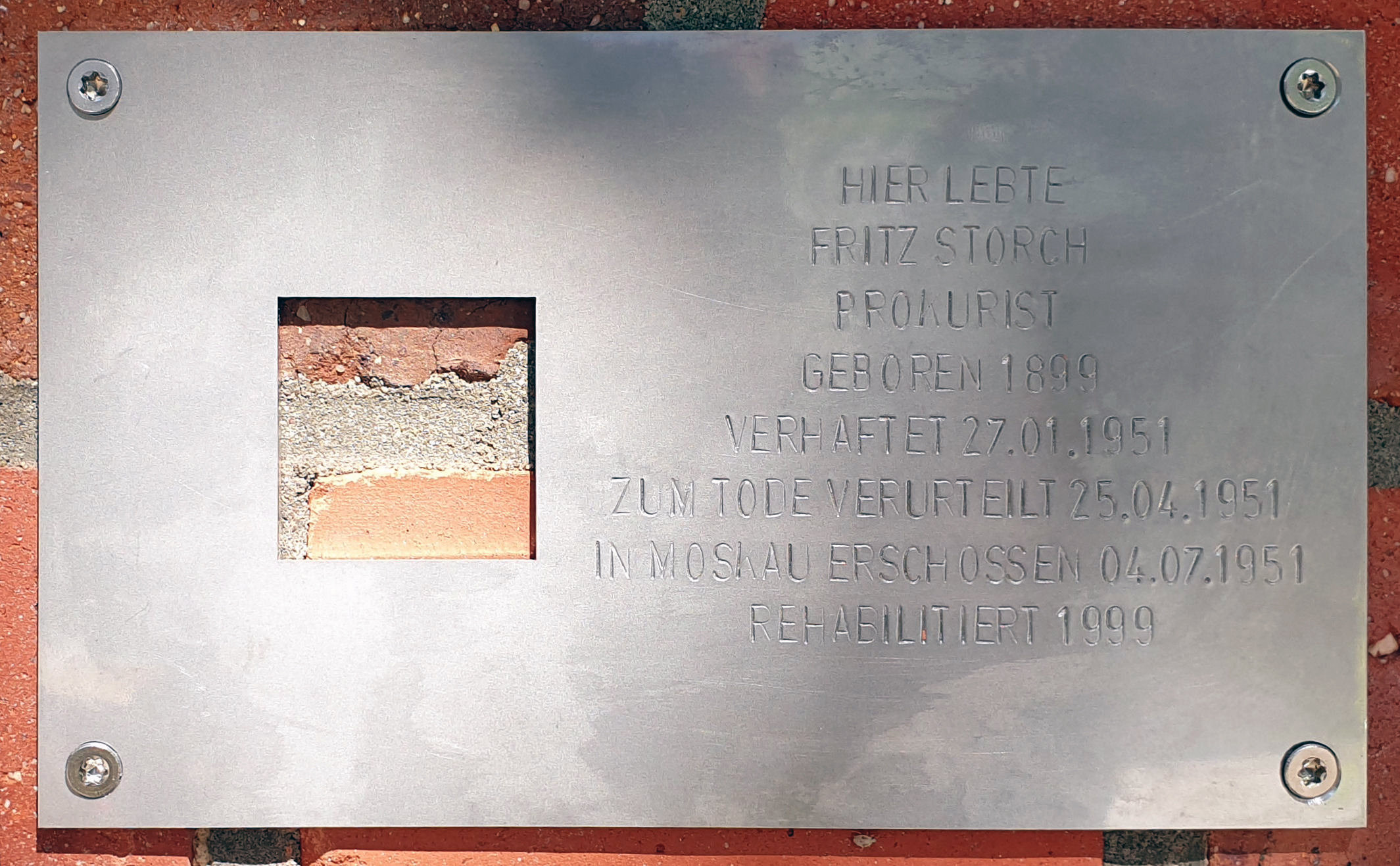
Gedenktafel für Fritz Storch in Berlin (2022)

## Die Letzte Adresse in Deutschland
Am 30. August 2019 wurde das Letzte-Adresse-Projekt in Deutschland gestartet. Die erste Gedenktafel erschien in der Thüringer Stadt Treffurt.
Anstoß bei dem Projekt in Deutschland gab das 2005 erschienene Buch Erschossen in Moskau, das über das Schicksal von nahezu 1000 Deutschen, die zwischen 1950 und 1953 heimlich verhaftet, von sowjetischen Militärtribunalen wegen angeblicher Spionage und antisowjetischer Agitation verurteilt und schließlich hingerichtet wurden, erzählte.
Am 17. Juli 2020 wurde die zweite Gedenktafel für den Mathematiker Helmut Sonnenschein in Naumburg angebracht.
Die erste Gedenktafel in Berlin wurde am 8. Juli 2022 eingeweiht. Sie befindet sich in der Mengerzeile 8 im Ortsteil Alt-Treptow und erinnert an den 1951 hingerichteten Fritz Storch.

## Die Letzte Adresse in anderen Ländern
Das erste Land außerhalb Russlands wurde die Ukraine, in der ein separates Projekt „Ostannya Addressa“ auf der Grundlage der russischen „Letzten Adresse“ gestartet wurde. Am 5. Mai 2017 wurden die ersten drei Gedenktafeln an drei Häusern in Kiew angebracht.
Am 7. Juni 2017, am Tag der politischen Gefangenen, erschienen an den Fassaden von vier Häusern in Prag Tafeln der „Poslední adresa“. Am 2. August 2018 wurde in der Republik Moldau das „Ultima adresă“-Projekt gestartet. Die ersten beiden Tafeln der „Letzten Adresse“ erschienen in Chișinău.
Am 5. Oktober 2018 wurde das georgische Projekt „უკანასკნელი მისამართი. საქართველო“ („Letzte Adresse, Georgien“) offiziell gestartet.